# Горечавковые
Гореча́вковые (лат. Gentianáceae) — семейство двудольных растений, входящее в порядок Горечавкоцветные, включающее в себя 87 родов и около 1500 видов.

## Распространение
Горечавковые распространены преимущественно в умеренно тёплых и субтропических областях обоих полушарий, а отчасти также в горных районах тропиков.
Жизненные формы горечавковых зависят от мест их обитания. В умеренных широтах и в горах в семействе господствуют однолетние и многолетние травы, в субтропических и тропических областях представлены и полукустарники, кустарники, лианы, деревца высотой до 5 м и небольшие травянистые сапрофиты.
Горечавковые можно встретить от тропиков до снегов Арктики; они растут в тундре, в степях, в лесах разных типов и широт, на лугах, болотах, по берегам водоёмов, но особенно их много в горах, в альпийском поясе, где они часто господствуют. Широкое распространение горечавковых по всем континентам (кроме Антарктиды) говорит о том, что это древнее семейство растений сформировалось ещё в период, когда континенты составляли единый материк.
В российскую Арктику проникают лишь виды родов Горечавка, Горечавник, Горечавочка, Комастома, Ломатогониум и Вахта.

## Биологическое описание

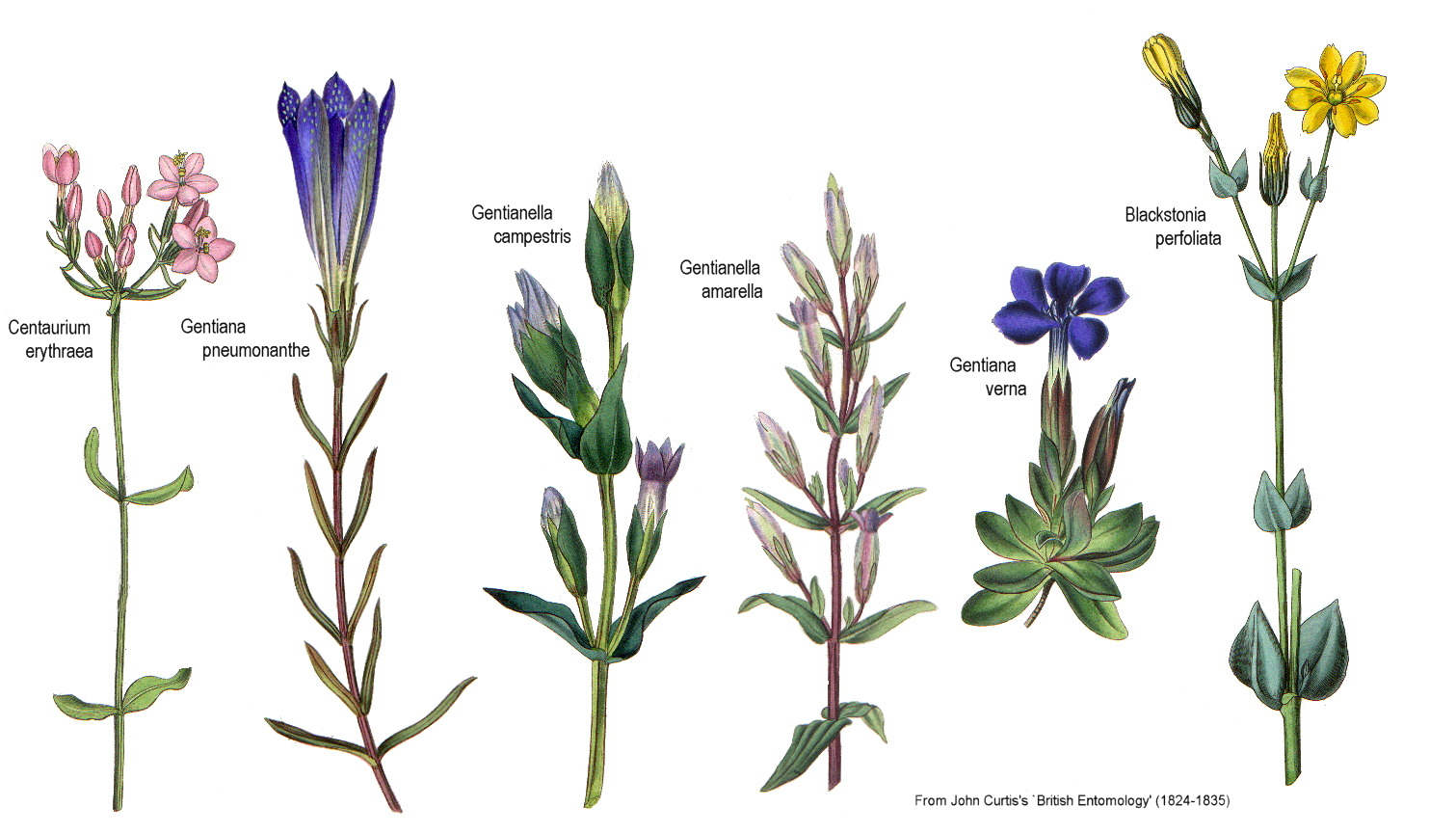

Многим горечавковым свойственны разной формы корневища, иногда мясистые, реповидные, всегда несущие запасы питательных веществ.
Стебли их часто простые или ложнодихотомически ветвящиеся, что свойственно многим тропическим видам, а также, например, золототысячнику (Centaurium) и другим в умеренных широтах. Характерной анатомической чертой семейства является присутствие в проводящей системе стебля внутренней (интраксилярной) флоэмы.
Листья простые, цельнокрайные, иногда большие, длиной 10—20 см, 5—10 см шириной (например, у некоторых сверций), или совсем мелкие, чешуевидные, часто даже неокрашенные, что свойственно сапрофитным формам; они могут быть сидячими или на черешках, часто широко крылатых, всегда с хорошо развитым или сросшимся влагалищем. Расположение листьев обычно супротивное, но у многих видов сверций очередное, реже листорасположение мутовчатое, а у некоторых горечавок листья в прикорневой розетке.
Среди тропических форм есть и вечнозелёные, например распространённый в Андах крупноплодник (Macrocarpaea) — деревце высотой 3—5 м, с кожистыми блестящими листьями и др.
Соцветия у горечавковых обычно верхоцветные, но иногда и бокоцветные, у некоторых оба типа сочетаются, образуя пирамидально-метельчатые соцветия.
Цветки обычно обоеполые, большей частью 5—4-членные, редко (у некоторых бразильских представителей) они шестичленные, у крымско-кавказской блэкстонии пронзённолистной (Blackstonia perfoliata) — восьмичленные, наконец, у американского рода сабатия (Sabatia) — двенадцатичленные. Обычно цветки актиноморфные; лишь у видов палеотропического рода консора (Consora) наблюдается слабая зигоморфия. Чашелистики сросшиеся (иногда лишь у самого основания), венчик сростнолепестный, в почкосложении скрученный. Окраска лепестков поражает разнообразием — белая, жёлтая, розовая, красная, оранжевая, голубая, синяя, а у мексиканского «цветка смерти» (Flor del Muerte), как там называют лизиантус чернеющий (Lisianthus nigrescens), цветки чёрные, лишь при некотором освещении они кажутся иногда слабо красноватыми. Часты комбинации цветов окраски венчика. Размеры цветков у горечавковых также разнообразны, чаще длиной от 0,5 до 6—7 см, однако у кустарников из рода симболантус (Symbolanthus), растущих в Андах (Колумбия, Эквадор) в мшистых туманных низкорослых лесах на высоте от 3300 до 4500 м (в так называемых «лесах эльфов»), цветки достигают в длину 12,7 см, а у американского лагенантуса превосходного (Lagenanthus princeps) они длиной до 18 см. Тычинки в числе лепестков и прирастают нитями к трубке венчика, чередуясь с зубцами его отгиба, нити тычинок обычно тонкие, но у видов сверций, например, они более или менее лентовидные и достигают в ширину 2 мм, резко суживаясь лишь под пыльниками. Завязь верхняя, одногнёздная.
Яркая раскраска и обилие нектара цветов горечавковых привлекают многочисленных представителей бабочек, пчёл, шмелей, мух, жуков, ос, осуществляющих перекрёстное опыление. Для них пищей служит нектар, а теплая и защищающая от ветра трубка венчика — хорошее укрытие в холодные ночи в горах. Самые крупные цветки из этого семейства у лагенантуса превосходного опыляют летучие мыши, нередко даже разрывающие цветки, стараясь добраться до нектара.
Плод горечавковых — септицидная коробочка, открывающаяся по швам завязи, но у тропической африканской хиронии (Chironia) и у растущего на Яве триптероспермума (Tripterospermum) плоды ягодообразные. Семена мелкие, с маленьким зародышем и очень обильным эндоспермом; они крылатые, с гладкой кожурой или бескрылые, с сетчатой, морщинистой, бугорчатой поверхностью. Распространяются семена ветром, а бескрылые и водой, при этом их морщинки и бугорки набухают и образуют вокруг семени слизистый футляр, который и защищает его, и облегчает скольжение в потоке.

## Химический состав
Растения эти содержат так называемые горечи. Это глюкозиды (генциопикрин), гликозиды (генцизин, генциамарин и др.), алкалоиды (генцианин), флавоноиды и многие другие вещества.

## Практическое использование
Горечавковые относятся к числу семейств, имеющих большое значение в жизни человека. Это лекарственные растения, которые в народной медицине всех стран, особенно часто в восточной медицине, используются уже многие тысячелетия, используются настолько усердно, что горечавка жёлтая в Европе в диком виде уже почти не существует. Использует их и официальная медицина. Используются корни, корневища и трава, из экстрактов которых приготовляют настои, порошки и т. д.

## Роды
По данным Plants of the World Online, семейство включает 103 рода:
- Adenolisianthus (Spruce ex Progel) Gilg
- Anthocleista Afzel. ex R.Br.
- Aripuana Struwe, Maas & V.A.Albert
- Bartonia Muhl. ex Willd.
- Bisgoeppertia Kuntze
- Blackstonia Huds. — Блэкстония
- Calolisianthus Gilg
- Canscora Lam.
- Celiantha Maguire
- Centaurium Hill — Золототысячник
- Chelonanthus (Griseb.) Gilg
- Chironia L. — Хирония
- Chorisepalum Gleason & Wodehouse
- Cicendia Adans.
- Comastoma Toyok. — Хохлатоустка, или Комастома
- Congolanthus A.Raynal
- Coutoubea Aubl.
- Cracosna Gagnep.
- Crawfurdia Wall.
- Curtia Cham. & Schltdl.
- Cyrtophyllum Reinw.
- Deianira Cham. & Schltdl.
- Djaloniella P.Taylor
- Duplipetala Thiv
- Enicostema Blume
- Eustoma Salisb. — Эустома
- Exaculum Caruel
- Exacum L. — Экзакум
- Exochaenium Griseb.
- Fagraea Thunb.
- Faroa Welw.
- Frasera Walter
- Geniostemon Engelm. & A.Gray
- Gentiana Tourn. ex L. — Горечавка
- Gentianella Moench — Горечавочка
- Gentianopsis Ma — Горечавник, или Горечавочник
- Gentianothamnus Humbert
- Gyrandra Griseb.
- Halenia Borkh. — Галения
- Helia Mart.
- Hockinia Gardner
- Hoppea Willd.
- Irlbachia Mart.
- Ixanthus Griseb.
- Jaeschkea Kurz
- Karina Boutique
- Klackenbergia Kissling
- Kuepferia Adr.Favre
- Lagenanthus Gilg — Лагенантус
- Lagenias E.Mey.
- Latouchea Franch.
- Lehmanniella Gilg
- Limahlania K.M.Wong & Sugumaran
- Lisianthius P.Browne — Лизиантус
- Lomatogoniopsis T.N.Ho & S.W.Liu
- Lomatogonium A.Braun — Ломатогониум
- Macrocarpaea (Griseb.) Gilg — Крупноплодник
- Megacodon (Hemsl.) Harry Sm.
- Metagentiana T.N.Ho & S.W.Liu
- Microrphium C.B.Clarke
- Neblinantha Maguire
- Neurotheca Salisb. ex Benth. & Hook.f.
- Obolaria L.
- Oreonesion A.Raynal
- Ornichia Klack.
- Orphium E.Mey.
- Phyllocyclus Kurz
- Picrophloeus Blume
- Potalia Aubl.
- Prepusa Mart.
- Pterygocalyx Maxim. — Крылаточашечник
- Purdieanthus Gilg
- Pycnosphaera Gilg
- Rogersonanthus Maguire & B.M.Boom
- Roraimaea Struwe, S.Nilsson & V.A.Albert
- Sabatia Adans. — Сабатия
- Saccifolium Maguire & Pires
- Schenkia Griseb. — Шенкия
- Schinziella Gilg
- Schultesia Mart.
- Sebaea Sol. ex R.Br.
- Senaea Taub.
- Sinogentiana Adr.Favre & Y.M.Yuan
- Sinoswertia T.N.Ho, S.W.Liu & J.Q.Liu
- Sipapoantha Maguire & B.M.Boom
- Swertia L. — Сверция
- Symbolanthus G.Don — Симболантус
- Symphyllophyton Gilg
- Tachia Aubl.
- Tachiadenus Griseb.
- Tapeinostemon Benth.
- Tetrapollinia Maguire & B.M.Boom
- Tripterospermum Blume — Трёхкрылосемянник, или Триптероспермум
- Urogentias Gilg & Gilg-Ben.
- Utania G.Don
- Veratrilla Franch.
- Voyria Aubl.
- Voyriella (Miq.) Miq.
- Xestaea Griseb.
- Yanomamua J.R.Grant, Maas & Struwe
- Zeltnera G.Mans.
- Zonanthus Griseb.
- Zygostigma Griseb.